# Francesc Gimeno Barón
Francesc Gimeno Barón (Vila-real, Plana Baixa, 30 de novembre de 1912 - 7 de novembre de 1978) fou un pintor valencià.
Va ser un home de caràcter senzill, parc en paraules, amant de la solitud. D'aquesta manera, rara vegada es va introduir en els àmbits que freqüenten les eminències de l'art. Així, malgrat que la seua obra és, mereixedora d'això, el seu currículum està mancat de ressonàncies grandiloqüents que magnifiquen la seua dimensió artística. En vida, les seues exposicions varen visitar sales de Vila-real, Castelló, València, Sóller i, en una ocasió en cada lloc, Sevilla, Sant Sebastià i Madrid.
El caràcter personal de Gimeno Barón marca una biografia molt allunyada de l'estereotip dels grans pintors de la seua època, tant nacionals com internacionals. Consagrat a una formació acadèmica, no es va mostrar procliu a aventurar-se en el món de l'avantguarda, mentre que, per altra part, la seua activitat docent i la seua vida familiar, amb gust per l'aïllament, -especialment a Aín- varen condicionar una certa tendència conservadora en la seua manera de pintar. Des dels seus inicis en la pintura va comptar amb immillorables mestres. A Castelló, xicotet encara, va tenir les ensenyances de Castell i, més tard, d'Aliaga Romagosa, la qual cosa va condicionar l'academicisme del pintor vila-realenc des del començament.
El més notori dels artistes plàstics vila-realencs, Ortells, degué també influir en bona part a l'estil del jove pintor. Va ser Ortells qui va aconsellar els pares de l'estudiant perquè l'enviaren a l'Escola de Belles Arts de Sant Carles a València. Allí va acudir, becat per la Diputació Provincial de Castelló. Anys més tard, començada ja la dècada dels trenta, es va traslladar a l'Escola de Belles Arts de San Fernando, a Madrid, única que concedia títols que capacitaven per exercir la docència i optar a una càtedra. Continuava així la seua formació amb mestres de la talla de Cubells, Pinazo, Chicharro, Benedito i Adsuara. Són els anys quan la seua paleta recorda a la de Sorolla i el seu academicisme és més patent. Tanmateix, la influència de mestres de la de San Fernando, com Vázquez Díaz, seran responsables de breus incursions en el geometrisme i la simplificació de plans en la composició, en un estil que recorda el cubisme.
Però no eren els camins de l'avantguarda els que hauria de conrear Gimeno Barón. Quan en 1933 guanya per oposició una plaça de paisatgista a "El Paular", institució creada pel poc avantguardista Marià Benlliure, la vocació de Gimeno Barón discorria ja clarament per altres rumbs. Sortosament, el pintor va poder i va saber fugir a temps del fred academicisme de l'escola madrilenya.
A finals de 1934 es trasllada a Barcelona, ciutat molt més avançada quant a codis artístics i culturals. Amplia estudis al "Cercle de sant Lluc", seqüela d'aquell mític "Els quatre gats", i passa un temps vivint de la seua pintura, impregnant-se de la tradició paisatgística catalana, introduïda per Martí Alsina a mitjan segle xix, durant la seua estada a Terrassa. Però la Guerra civil del 36 va ser per al pintor, com per a tots els espanyols, una fita que marque un abans i un després. Durant el conflicte va treballar al Servei cartogràfic de l'Estat Major de l'Aviació, a Bétera, i durant la postguerra va treballar sota la direcció de Porcar, col·laborant en la recuperació del patrimoni artístic religiós.
En 1941 va poder donar un tomb a la seua carrera gràcies a la Fundació "Conde de Cartagena" que es va oferir a subvencionar- li estudis a l'estranger. Però la guerra a Europa frustra aquesta experiència que, ben segur, haguera suposat una evolució substancial en l'estil de Gimeno Barón. Tanmateix, consumeix la beca a Espanya, en concret entre el País Valencià, Catalunya, Mallorca i Guadarrama. Va ser precisament en aquests primers anys de la dècada dels 40, en especial durant l'estada a Catalunya i sota l'influx de la denominada "escola d'Olot", quan es defineix l'estil més característic de Gimeno Barón. Tant com Porcar, serà Anglada Camarasa qui deixa en el pintor vila-realenc l'empremta de l'impressionisme francès, estil aleshores ja en desús en altres latituds però de gran èxit en les exposicions espanyoles contemporànies.
El seu estil va sent cada vegada més reposat, d'acabats magistralment acurats. Un estil que té a la natura, viva o morta, com suport d'una paleta no necessàriament ampla en matisos cromàtics, a conseqüència de la seua fidelitat als models. Per aquella època guanya una plaça com a professor de dibuix a la Casa Provincial de Beneficència. Corria l'any 1944. Quatre anys després es casa amb Elisa Garcia Crespo. Són anys d'estabilitat econòmica familiar. Resideix a Vila-real i més tard a Castelló i les seues obres es venen amb facilitat. Són paisatges del seu poble natal, de la Plana en general, de Montanejos, d'Algímia d'Almonesir, Alcalá de Júcar, Peníscola, Alcossebre i la Sénia els que omplin les seues produccions.
A mitjans de la dècada dels cinquanta descobreix el paisatge d'Aín, el poble que arribaria a anomenar-lo com a Fill Adoptiu. Aín és ara la seua gran musa paisatgística. Depura l'estil al mateix temps que pinta fins a l'avorriment les terres de llaurança i la serralada de la xicoteta població. No solament amplia la seua gamma cromàtica amb una varietat de verds, que s'afegeixen als ocres i daurats de l'anterior etapa. Ara, a més, la seuapinzellada es torna més breu, més impressionista. Mentre, la família va creixent i, per tant, les necessitats econòmiques. En 1959 aconsegueix una plaça de professor de pintura a l'Escola de Belles Arts i Artesania de Castelló.
Malgrat l'èxit trobat a força d'insistir en el seu definit estil personal, Gimeno Barón intenta renovar-se sota l'influx de Van Gogh. Els colors es tomen més purs i els contorns s'afilen sota el pinzell negre. Tanmateix, sortosament, adverteix que el futur no hauria de jutjar-lo com un simple imitador de corrents més o menys afortunades però massa adscrites a una figura de la talla del pintor holandès. Calia retornar al seu propi estil: eixa simbiosi d'impressionisme realista matisat per polits acabats, fruit de la sella gran preparació acadèmica i el seu propi mode de viure, que li procurava una estabilitat emocional que, a vegades, priva de les millors iniciatives als genis.
Als seus darrers anys, Gimeno Barón alterna els paisatges amb quadres d'estudi on predominen els bodegons. En aquest apartat assoleix uns nivells de gran mestria, amb composicions on prima els major èmfasi posat a la superfície pictòrica abans que el tema, sota la influència del postimpressionisme i, en concret, de Cézanne. No es va oblidar de conrear la figura i el retrat, però no era aquest el gènere que millor s'adia la brevetat de la sella pinzellada, més apta per a lliscar-se sobre els plans geomètrics amb els quals cerca els volums de les natures mortes.
El 7 de novembre de 1978 el va sorprendre la mort, als 65 anys. Enrere quedava una vida dedicada per sencer a la pintura, a la qual es va consagrar de manera absoluta i amb l'amor que sols es concedeix a una gran vocació. Dos premis, aconseguits a Vila-real i Castelló, i una selecció per a la II Biennal d'art Hispano-americà celebrada a Barcelona, són el bagatge de reconeixement oficial. El seu influx va marcar empremta en aquells pintors que es consideren deutors del seu estil: Llorens Poy, Josep Mingol, Rosendo Esteller, José Borrás, Juan Claros, Llorens Bort i Pascual Reverter, entre d'altres.